# 토마스와 친구들: 모든 엔진을 부르다!
《토마스와 친구들: 모든 엔진을 부르다!》(영어: Thomas & Friends: Calling All Engines!)는 2005년 영국의 애니메이션 영화이다.